# تعاونية سيدي بنعيسى (آيت عيسى أو داود)
تعاونية سيدي بنعيسى هو دُوَّار يقع بجماعة عين جمعة، عمالة مكناس، جهة فاس مكناس في المملكة المغربية. ينتمي الدوّار لمشيخة آيت عيسى أو داود التي تضم 6 دواوير. يقدر عدد سكانه بـ 162 نسمة حسب الإحصاء الرسمي للسكان والسكنى لسنة 2004.

## روابط خارجية
- البوابة الوطنية للجماعات الترابية نسخة محفوظة 12 مارس 2018 على موقع واي باك مشين.
- المندوبية السامية للتخطيط